# Ice and the Sky
Il ghiaccio e il cielo (La glace et le ciel) è un documentario del 2015 diretto da Luc Jacquet.